# IC 3507
IC 3507 ist eine linsenförmige Galaxie vom Hubble-Typ S0/a? im Sternbild Coma Berenices am Nordsternhimmel. Sie ist schätzungsweise 1068 Millionen Lichtjahre von der Milchstraße entfernt.
Das Objekt wurde am 23. März 1903 von Max Wolf entdeckt.